# The Mockingbird & The Crow
The Mockingbird & The Crow (englisch für Die Spottdrossel und die Krähe; stilisiert als the mockingbird & THE CROW) ist das zweite Studioalbum des US-amerikanischen Country-/Rocksängers Hardy. Es erschien am 20. Januar 2023 über Big Loud.

## Entstehung
Bedingt durch die COVID-19-Pandemie hatte Michael Wilson Hardy viel Zeit, um das Album zu schreiben. Ungefähr zwei Jahre vor der Albumveröffentlichung schrieb er mit Jack das erste Lied für das Album. Als letztes wurde das Titellied geschrieben. Für das Album schrieb Hardy insgesamt 17 Lieder und griff dabei auf externe Songwriter wie Rhett Akins und Hillary Lindsey zurück. Die einzige Ausnahme ist das Lied Happy, welches Michael Wilson Hardy im Alleingang schrieb. Die erste Hälfte des Albums besteht aus Country-Songs, deren Titel in Minuskel stilisiert sind. Das an neunter Stelle platzierte Titellied beginnt als Country-Song und wird zur Hälfte der Spielzeit zum Rocksong. Bei dem Titellied ist The Mockingbird in kleinen und The Crow in Großbuchstaben stilisiert. Die restlichen Lieder sind Rocksongs, die allesamt in Großbuchstaben stilisiert werden. Er begründete seinen Entschluss, beide Stile miteinander zu verbinden damit, dass es eine kulturelle Verbindung zwischen den Stilen gäbe.

“Ich kenne viele Rednecks in meiner Heimat, die mehr Rock 'n' Roll als Country hören. Und aus einem kulturellen Grund teilen sich beide Genres einen Markt. Es könnte mit dem Southern Rock wie Lynyrd Skynyrd, der Marshall Tucker Band oder der The Allman Brothers Band zu tun haben. Diese Anziehungskraft am arbeitenden Mann, den guten alten Jungen, den Redneck oder was auch immer.”

Aufgenommen wurde das Album in den Ocean Way Studios und den Blackbird Studios in Nashville. Produziert wurde das Album von Joey Moi, wobei Hardy und Derek Wells als Co-Produzenten mitwirkten. Weitere Co-Produzenten waren David Garcia, Jordan Schmidt, Ben Johnson, Andrew Wade, Jeremy McKinnon und Cody Quistad. Als Gastsänger sind die Country-Sänger Morgan Wallen und Lainey Wilson sowie Jeremy McKinnon von der Band A Day to Remember zu hören. Für die Lieder Wait in the Truck, Sold Out, Jack, dem Titellied und Truck Bed wurden Musikvideos veröffentlicht. Hardy und Lainey Wilson führten bei den Academy of Country Music Awards 2022 in Nashville zusammen das Lied Wait in the Truck auf. Die Single Sold Out wurde bei der Wrestlingveranstaltung WWE Royal Rumble am 28. Januar 2023 als Titellied verwendet.

## Hintergrund
Über den Albumtitel erklärte Hardy, dass er schon längere Zeit mit der Idee rumgespielt habe, das Verhalten von Spottdrosseln gegenüber in der Luft fliegenden Krähen zu vergleichen, um die Gegensätzlichkeit von Country und Rockmusik zu untersuchen. Als Country-Songwriter habe er einerseits immer das Gefühl, einen Trend nachzuahmen. Da er aus dem Bundesstaat Mississippi kommt, dessen Staatsvorgel die Spottdrossel ist, fühlt er sich eher wie eine Krähe. Andererseits würde er wie eine Spottdrossel seinen eigenen Weg in der Rockmusik fliegen. Zeitweilig war auch Michael Hardy als Albumtitel im Gespräch.
Wait in the Truck behandelt das Thema Häusliche Gewalt. In dem Musikvideo trifft Hardy auf eine von Lainey Wilson gespielte Frau, die Opfer von häuslicher Gewalt wurde. Beide fahren zu dem Mann, der ihr dies angetan hat. Hardy sagt zu der Frau, dass sie im Truck warten soll, bevor er ihren Peiniger erschießt. Am Ende des Videos besucht die Frau Hardy im Gefängnis und bedankt sich bei ihm. Das Onlinemagazin Taste of Country beschreibt das Lied als Mordballade. Drink One for Me bezieht sich auf das Lied Give Heaven Some Hell von Hardys Debütalbum A Rock. In diesem Lied starb eine Person an den Folgen von Alkohol, während Drink One for Me aus der Perspektive dieser Person während seines Sterbens geschrieben wurde.
Here Lies Country Music zeigt eine alternative Realität auf, in der Countrymusik gestorben ist und Hardy ihr wünscht, in Frieden zu ruhen. Am Ende stellt sich heraus, dass dies nur ein Traum war. Hardy beschrieb das Lied als warnende Geschichte darüber, sich nicht zu weit von den Wurzeln der Country-Musik wegzubewegen. Er hofft, dass sowohl Songwriter als auch Fans die traditionellen Aspekte des Country mehr zu schätzen wissen. Das Titellied ist eine Reflexion über Hardys innere Kämpfe, gleichzeitig ein Songwriter als auch ein Künstler in zwei Genres zu sein. Er würde es einerseits lieben, Lieder für andere Künstler zu schreiben, aber andererseits liebt er es auch auf der Bühne zu stehen und sein eigener Künstler zu sein.
Sold Out handelt von seinem Aufstieg als Musiker. Dennoch wäre er „immer noch derselbe alte Redneck“. In dem Lied Jack schlüpft Hardy in die Rolle des Bourbon Whiskeys Jack Daniel’s, den er als „flüssige Courage“ bezeichnet. Die Botschaft des Liedes lautet, dass er nicht versucht, jemanden zu verletzten. Vielmehr wäre er „ein alter Freund, der in der Nähe von denen bleibt, die ein wenig Unterstützung von ihm benötigen“. Laut Hardy hätte das Lied einige tiefe Untertöne über den Alkohol und wie er einen harten Griff auf Menschen haben und diese damit zu Fall bringen kann. Der Text ist aus der Perspektive einer Flasche Alkohol geschrieben.

## Rezensionen
Andy Thorley vom Onlinemagazin Maximum Volume Music schrieb, dass Hardy „hier ist um Dinge aufzurütteln“. Das Album wäre „der Sound von jemanden, der nicht daran interessiert ist, „das Spiel“ mitzuspielen“. Thorley verglich Hardys Ansatz mit Shooter Jennings und gab dem Album neun von zehn Punkten. Erica Zisman vom Onlinemagazin Country Swag beschrieb The Mockingbird & The Crow als eines der einzigartigsten Alben der Gegenwart. Hardy würde authentisch in beide Genres passen und fand dabei einen Weg, um beide Genres mühelos in ein zusammenhängendes Projekt zu verbinden. Kritischer zeigte sich Maxim Mower vom Onlinemagazin Holler. Hardy würde „früh in seiner Karriere ein bewundernswertes Risiko eingehen“, was „in einigen Momenten funktioniert“. Die Country-Lieder alleine würden einfach als „eines der herausragendsten Projekte der letzten paar Jahre betrachtet“. Ihre „Flügel“ werden allerdings durch ihr „verhältnismäßig unzugängliches Alter Ego“, den Rock-Liedern, gestutzt. Mower vergab sechs von zehn Punkten.

## Chartplatzierungen
Erstmals erreichte Hardy die Top 10 der US-amerikanischen Albumcharts und erreichte jeweils Platz eins der Top Country Albums und Top Rock Albums. In der ersten Woche nach der Veröffentlichung wurden in den Vereinigten Staaten rund 55.000 Album-äquivalenten Einheiten verkauft, wovon rund 19.500 reine Albumverkäufe waren. Damit war The Mockingbird & The Crow das meistverkaufte Album der Woche.
| ChartsChartplatzierungen               | Höchstplatzierung | Wochen |
| -------------------------------------- | ----------------- | ------ |
| Vereinigte Staaten (Billboard)         | 4 (… Wo.)         | …      |
| Vereinigte Staaten (Billboard Country) | 1 (95 Wo.)        | 95     |
| Vereinigte Staaten (Billboard Rock)    | 1 (… Wo.)         | …      |

| ChartsJahrescharts (2023)              | Platzierung |
| -------------------------------------- | ----------- |
| Vereinigte Staaten (Billboard)         | 61          |
| Vereinigte Staaten (Billboard Country) | 14          |
| Vereinigte Staaten (Billboard Rock)    | 8           |

| ChartsJahrescharts (2024)      | Platzierung |
| ------------------------------ | ----------- |
| Vereinigte Staaten (Billboard) | 116         |

## Auszeichnungen für Musikverkäufe
| Land/Region               | Auszeichnungen für Musikverkäufe (Land/Region, Auszeichnung, Verkäufe) | Verkäufe  |
| ------------------------- | ---------------------------------------------------------------------- | --------- |
| Vereinigte Staaten (RIAA) | Platin                                                                 | 1.000.000 |
| Insgesamt                 | 1× Platin ·                                                            | 1.000.000 |